# Ethelwald Moll

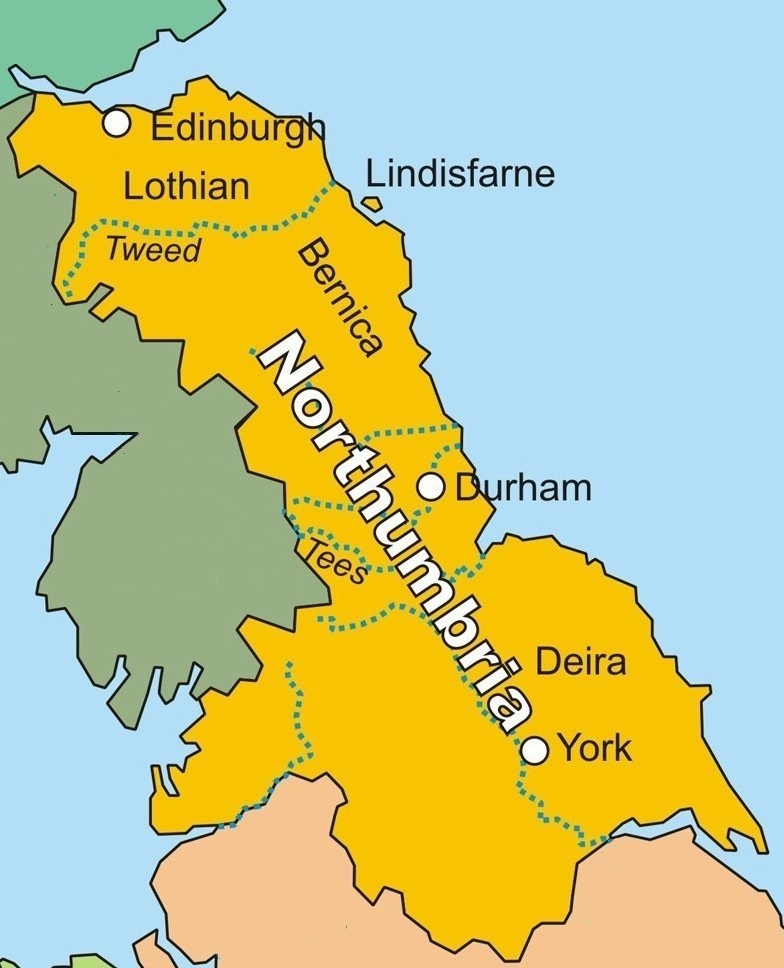
El mapa que muestra los mayores reinos del norte de Gran Bretaña en el siglo VIII. Northumbria estaba formada por los reinos antiguos de Bernicia y Deira.

Æthelwald Moll fue rey de Northumbria, reino histórico de los anglos en Inglaterra medieval, entre 759 y 765.  Ascendió al poder tras el asesinato de Oswulf hijo de Eadberht; su ascendencia y conexiones con la familia real de Northumbria son desconocidas.  Æthelwald afrontó al menos una rebelión, dirigida por Oswine, quizás un hermano de Oswulf. En 765 un Witenagemot de notables de Northumbria depuso a Æthelwald y le reemplazó con Alhred, pariente de su predecesor. Después de su expulsión del trono Æthelwald se convirtió en monje, quizás involuntariamente.
Æthelwald se casó con Æthelthryth en 762 en Catterick según hace constar Simeon de Durham. Se sabe que tuvo al menos un hijo, Æthelred, que llegaría a ser rey.

## Orígenes
Æthelwald no aparece en las genealogía de reyes de Northumbria, quizás porque no era descendiente de Ida y los reyes Bernicianos. Si descendía de la dinastía Deirana de Ælle, o sencillamente un miembro de una familia noble poderosa, es desconocido.
Probablemente pueda ser identificado con el patricio Moll, registrado en el reinado de Eadberht, a quien Eadberht y su hermano Ecgbert, arzobispo de York concedieron los monasterios de Stonegrave, Coxwold, y Donaemuthe, todos en el moderno Yorkshire. Estos habrían pertenecido al hermano de Moll, el Abad Forthred.

## Reinado
El 24 de julio de 759, Oswulf fue asesinado por miembros de su propia casa. El regicidio fue un delito "en el que Æthelwald podía muy bien haber estado implicado" Æthelwald fue coronado Rey de Northumbria el 5 de agosto de 759.
Su reinado no fue sin oposición. El continuador de la Historia ecclesiastica gentis Anglorum informa la muerte de un cierto Oswine en 761. La Crónica anglosajona y Symeon de Durham proporcionan más detalles, recordando que Oswine, fue asesinado luchando contra Æthelwald el 6 de agosto de 761 en Eildon Hill .
Æthelwald fue depuesto el 30 de octubre de 765, aparentemente por un consejo de nobles y prelados reunido en Pincanheale, un sitio importante utilizado para dos más concilios eclesiásticos posteriores. Según los Anales irlandeses de Tigernach, Æthelwald fue tonsurado.
Le sucedió el yerno de Eadberht, Alhred.

## Descendientes
Consta un matrimonio de Æthelwald con una tal Æthelthryth en 762 en Catterick por Symeon de Durham. Se sabe que tuvo al menos un hijo, Æthelred, que llegaría a ser rey posteriormente.